# Frankie Sakai

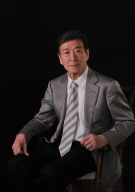
Frankie Sakai (2020)

Furankî „Frankie“ Sakai (japanisch フランキー堺, Furankī Sakai, eigentlich Masatoshi Sakai; geboren am 13. Februar 1929 in Kagoshima, Japan; gestorben am 10. Juni 1996) war ein japanischer Schauspieler, Komiker und Musiker.

## Leben und Wirken
Frankie Sakai schloss 1951 ein Studium rechtswissenschaftlichen Fakultät der Keiō-Universität ab. Seit seiner Studienzeit war er vom Jazz begeistert und debütierte 1949 als professioneller Schlagzeuger. 1952 gründete er das Jazzorchester „Six Lemons“ und wurde auch als Sänger aktiv. 1953 kam er zur Filmwelt mit seinem Auftritt in „Seishun Jazu Musume“ (青春ジャズ娘) – etwa „Jugendliches Jazz-Mädchen“ des Filmunternehmens „Shintōhō“ (新東宝). Schließlich arbeitete er ausschließlich für die Filmfirma Nikkatsu und wurde bekannt mit Filmen wie „Sarutobi Sasuke“ (猿飛佐助) und „Gyūnyū-ya Furankī“ (牛乳屋フランキー) „Milchladen Frankie“ bekannt.
Sein erster größerer Erfolg als Komiker war der in „Bakumatsu Taiyō-den“ (幕末太陽伝) – etwa „Sonne in der Bakumatsu-Zeit“ 1957, unter der Regie von Kawashima Jūzō (川島 雄三; 1918–1963). Sakai war der erste Komiker, der 1958 den angesehenen Blue Ribbon Award für diesen Film und für „Shiawase wa oira no negai“ (倖せは俺等のねがい) – „Glück, das ist unserer Männerwunsch“ erhielt. Er übernahm Komiker-Rollen in Filmen wie „Ekimae ryokan“ (駅前旅館) – „Hotel am Bahnhof“ unter der Regie von Toyoda Shirō und in anderen Filmen aus der Ekimae-Serie (1958 bis 1969) und in der Shachō-Serie (1956 bis 1971) unter der Regie von Matsubashi Shūei (松林 宗恵; 1920–2009). Weitere Filme sind „Kashima ari“ (貸間あり) – „Zimmer zu vermieten“, „Sue wa hakase ka daijin ka“ (末は博士か大臣か) – „Ist das am Ende ein Arzt oder ein Minister?“ und „Kigeki ā gunka“ (喜劇・あゝ軍歌) – „Komödie – Ah, ein Militärlied“. Er entwickelte sich dabei zu einem Schauspieler, der menschliche Seiten in lockerer humvorvoller Weise darstellte.
Ab dieser Zeit war Sakai auch im Fernsehen zu sehen, und zwar nicht nur als Komiker. So wurde er ausgezeichnet für sein hervorragendes Spiel in dem ernsten Film „Watakushi wa kai ni naritai“ (私は貝になりたい) – „Ich möchte eine Muschel sein“. Auch als Moderator in Boulevardfernsehprogrammen der verschiedenen Sender war er tätig.
Seit 1967 war Sakai als Theatertheoretiker an der „Osaka University of Arts“ (大阪芸術大学) tätig. 1974 wurde er Professor und 1993 Dekan der Fakultät für Darstellende Kunst. Er beschäftigte sich seit 1958 mit dem geheimnisvollen Holzschnittkünstler Sharaku und veröffentlichte 1985 den Roman „Sharaku Michiyuki“ (写楽道行) – „Sharakus Weg“ in dem Unterhaltungsmagazin „Ōru Yomimono“ (オール讀物), womit Sharaku zu einem vieldiskutierten Thema wurde. 1987 brach er aufgrund geplatzten Ösophagusvarizen zusammen, erholte sich aber wieder. 1994 konnte er den Film „Sharaku“ mit 150 Millionen Yen aus seinem Vermögen fertigstellen.
Zu weiteren Auftritten im Fernsehen gehören „Waga hai Hahanabana-shi“ (わが輩ははなばな氏) – „Mein Gefährte Herr Hanabana“, „Akakabu-kenji funsenki“ (赤かぶ検事奮戦記) – „Starker Einsatz des Detektivs Rote Rübe“, „Onna Taikoki“ (おんな太閤記) – „Bericht einer wohltätigen Frau“ und die Miniserie "Shōgun".
Wichtige Auszeichnungen
- 1957: Blue Ribbon Award Hauptdarstellerpreis für „Bakumatsu Taiyō-den“ „Kose wa Our Negai“
- 1957: Kinema Shunpo Award Hauptdarstellerpreis für „Bakumatsu Taiyō-den“
- 1958: Art Festival Minister of Education Award für „Ich möchte eine Muschel sein“
- 1961: Art Festival Minister of Education Award (Film) für „Ten to Kekkon“ (天と結婚) – „Hochzeit mit dem Himmel“
- NHK Film Award Hauptdarstellerpreis „Ist das am Ende ein Arzt oder ein Minister?“
- 1964: Art Festival Planning Auszeichnung (Drama) für „Mogura no uta“ (もぐらの唄) – „Das Lied des Maulwurfs“
- 1990: Monte Carlo International Television Festival Silver Nymph Award für „Santōka“ (山頭火)
- 1996: Japan Academy Prize (19. Sonderpreis) [1996]
- 1997: Mainichi Film Awards Special Award für „Sharaku“,
- 1997: Japan Academy Prize President Special Auszeichnung